# أداتشي كينزو
أداتشي كينزو هو صحفي وسياسي ياباني، ولد في 20 ديسمبر 1864 في كوماموتو في اليابان، وتوفي بنفس المكان في 2 أغسطس 1948. نشط حزبياً في Kokumin Dōmei ‏ (1932 – 1932). وقد انتخب عضو مجلس النواب الياباني ‏ وانتخب Minister of Communications of Japan ‏ (30 مايو 1925 – 20 أبريل 1927) وانتخب Minister of Home Affairs ‏ (2 يوليو 1929 – 14 أبريل 1931).